# 金周路站
金周路站位于中華人民共和國四川省成都市金牛区，是成都地铁2号线的地下车站，于2013年6月8日开通使用，因位于金周路而得名。在2号线西延线建设期间，本站曾使用工程名“互助站”。因为工程实际建设情况的变化，本站比设计之初向东移动约550米。

## 车站结构
金周路站是一个岛式站台车站。
| 地面      |                                    | 出入口                         |  |
| 地下 一层 | 站厅层                             | 安检、售票机、站内商店         |  |
| 地下 二层 |                                    | 2号线列车往犀浦方向 （百草路） |  |
| 地下 二层 | 岛式站台，左边车门将会开启         |                                |  |
| 地下 二层 | 2号线列车往龙泉驿方向 （金科北路） |                                |  |

## 出入口信息
本站目前开放3个出入口。
| 出口编号 | 设施         | 地点           | 可到达目的地           |
| -------- | ------------ | -------------- | ---------------------- |
|          |              |                |                        |
|          | 无障碍卫生间 | 百草路、天目路 | 成都市金牛区双何幼儿园 |
| 出口 · C | 无障碍电梯   | 百草路         | 金牛中学               |
| 出口 · D |              | 百草路、和心路 | 互助家园安置小区       |

## 大事记
- 2011年12月6日，本站至金科北路站盾构区间双线贯通[4]；
- 2013年6月8日，正式启用[1]。